# Lotte Feder
Lotte Feder (Kopenhagen, 22 oktober 1965) is een Deens zangeres en presentatrice.

## Biografie
Lotte Feder werd op 22 oktober 1965 geboren als Lotte Marcussen. In de jaren tachtig vormde ze samen met Bodil Agerscou het duo Snapshot. Samen namen ze viermaal deel aan Dansk Melodi Grand Prix, de Deense voorronde voor het Eurovisiesongfestival. In 1992 nam ze voor een vijfde maal deel aan de Deense preselectie, ditmaal samen met Kenny Lübcke en onder de artiestennaam Lotte Nilsson. Met het nummer Alt det som ingen wonnen ze Dansk Melodi Grand Prix 1992. Hierdoor mochten ze Denemarken vertegenwoordigen op het Eurovisiesongfestival 1992 in het Zweedse Malmö. Daar eindigden ze op de twaalfde plaats.
Na haar overwinning in Dansk Melodi Grand Prix werd ze presentatrice op TvDanmark.
1957: Birthe Wilke & Gustav Winckler · 
1958: Raquel Rastenni · 
1959: Birthe Wilke · 
1960: Katy Bødtger · 
1961: Dario Campeotto · 
1962: Ellen Winther · 
1963: Grethe & Jørgen Ingmann · 
1964: Bjørn Tidmand · 
1965: Birgit Brüel · 
1966: Ulla Pia · 
1978: Mabel · 
1979: Tommy Seebach · 
1980: Bamses Venner · 
1981: Tommy Seebach & Debbie Cameron · 
1982: Brixx · 
1983: Gry Johansen · 
1984: Hot Eyes · 
1985: Hot Eyes · 
1986: Trax · 
1987: Anne Cathrine Herdorf & Bandjo · 
1988: Hot Eyes · 
1989: Birthe Kjær · 
1990: Lonnie Devantier · 
1991: Anders Frandsen · 
1992: Lotte Nilsson & Kenny Lübcke · 
1993: Tommy Seebach Band · 
1995: Aud Wilken · 
1997: Kølig Kaj · 
1999: Michael Teschl & Trine Jepsen · 
2000: Olsen Brothers · 
2001: Rollo & King · 
2002: Malene · 
2004: Tomas Thordarson · 
2005: Jakob Sveistrup · 
2006: Sidsel Ben Semmane · 
2007: DQ · 
2008: Simon Mathew · 
2009: Niels Brinck · 
2010: Chanée & N'evergreen · 
2011: A Friend in London · 
2012: Soluna Samay · 
2013: Emmelie de Forest · 
2014: Basim · 
2015: Anti Social Media · 
2016: Lighthouse X · 
2017: Anja Nissen · 
2018: Rasmussen · 
2019: Leonora · 
2021: Fyr & Flamme · 
2022: REDDI · 
2023: Reiley · 
2024: Saba · 
2025: Sissal